# Arghyris Kounadis
Arghyris Kounadis (født 14. februar 1924 i Istanbul, Tyrkiet - død 21. november 2011 i Freiburg im Breisgau, Tyskland) var en græsk komponist, pianist, leder og lærer.
Kounadis studerede som ung komposition og klaver i Athen hos Giannis Papaioannou, og senere i Tyskland (1958-1963) hos Wolfgang Fortner. Han har skrevet orkesterværker, en klaverkoncert, en sinfonietta, operaer, kammermusik, rapsodier, filmmusik, det sidstnævnte som han nok er mest kendt for. Kounadis var docent og lærer i komposition på Musikhøjskolen i Freiburg, og leder af Ensemblet for Ny Musik (1963). Han var bosat i Tyskland til sin død i 2011.

## Udvalgte værker
- Sinfonietta - for orkester
- Antigone - filmmusik
- Rapsodi - for kvindestemme og orkester
- Lysisstrata - opera